# Irarrázaval (métro de Santiago)
Irarrázaval est une station des lignes 3 et 5 du métro de Santiago, située dans la commune de Ñuñoa.

## Situation

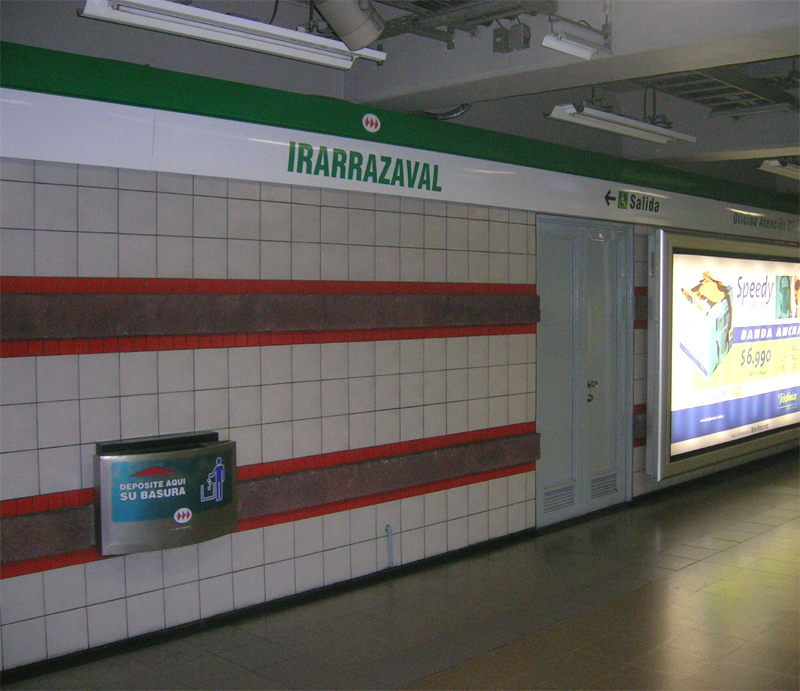
Quai de la station.

Sur la ligne 3, elle se situe entre Matta à l'ouest, en direction de Los Libertadores, et Monseñor Eyzaguirre à l'est, en direction de Fernando Castillo Velasco.
Sur la ligne 5, elle se situe entre Santa Isabel au nord, en direction de Plaza de Maipú, et Ñuble au sud, en direction de Vicente Valdés.
Elle est établie sous l'intersection des avenues Irarrázaval et Général-Bustamente.

## Historique
La station est ouverte le 5 avril 1997 lors de la mise en service de la première section de la ligne 5 entre Baquedano et Bellavista de La Florida. 
Le 22 janvier 2019, la ligne 3 est ouverte à la circulation, en correspondance avec la ligne 5.

## Service des voyageurs
La station comprend quatre accès dont deux sont équipés d'ascenseurs.